# Alcanena
Alcanena ist eine Kleinstadt in Portugal.

## Geografie
Alcanena ist etwa 50 km vom westlich gelegenen Atlantik entfernt und liegt etwa 30 km nördlich der Distrikthauptstadt Santarém und 23 km südlich des bekannten Wallfahrtsortes Fátima.
Es liegt im Norden der historischen Provinz Ribatejo, zwischen den Höhlen Santo António und Mira Daire, in Richtung Fátima. Der Norden des Kreises gehört seit dem 4. Mai 1979 zum Naturpark Parque Natural das Serras de Aire e Candeeiros (PNSAC), dem „Naturpark der Gebirge von Aire und Candeeiros“.

## Geschichte
Die Ursprünge des Ortes liegen in der arabischen Besiedlung ab dem 8. Jahrhundert n. Chr. Neben der traditionellen Fellbearbeitung und Lederherstellung verdankt der Ort auch seinen Namen diesen Ursprüngen. Die zwei vorherrschenden Herleitungstheorien sehen zum einen Alcalina (etwa „trockener Kopf“) und zum anderen al-Kinan (etwa „überschatteter Ort“) als die ursprüngliche arabische Ortsbezeichnungen.
Im Verlauf der Reconquista fiel Alcanena unter D. Sancho I. an das junge Königreich Portugal und wurde neu besiedelt. 1353 bestand Alcanena wieder als ein kleiner Ort. In den königlichen Erhebungen von 1527 hatte die Gemeinde von Alcalena, Peral und Gouxaria 40 Haushalte, was etwa 200 Personen entsprach. In den Registern von 1758 wurde Alcalena als eine eigene Gemeinde im Kreis Torres Novas mit 1067 Einwohnern geführt. Die Gemeinde nahm weiter Aufschwung. Zeichen dafür war die Forderung der Bevölkerung nach einem Jahrmarkt, der von der Kreisverwaltung am 27. Oktober 1782 bewilligt und auf den 29. Juni festgelegt wurde. 1788 folgte die Einrichtung eines Wochenmarktes, jeden Mittwoch. Von 1792 stammt auch die Aufzeichnung über eine erste Fabrik in Alcanena, die Sohlen herstellte. Ihr kamen Privilegien zugute, die Premierminister Sebastião José de Carvalho e Melo, der unter seinem Adelstitel „Marquês de Pombal“ bekannt wurde, ihr verliehen hatte.
Die Napoleonischen Invasionen Anfang des 19. Jahrhunderts, die um 1810 in dieser Region vor den Linien von Torres Vedras besonders wüteten, aber auch die Liberale Revolution 1822 und der folgende Miguelistenkrieg stellten nur vorübergehende Hemmnisse für das Wachstum des Ortes dar. Zwischen 1767 und 1867 verdoppelte sich die Bevölkerung Alcanenas nahezu. Damit entstand auch der Wunsch nach Eigenständigkeit der Gemeinde, die weiter zu Torres Novas gehörte. Nachdem die Bewohner bereits in der Revolution 1822 Parteigänger der Liberalen waren, wurde unter ihnen auch die aufkommende Idee der Republik populär. So verbreitete sich hier das Motto „Für das Land die Republik, für Alcanena der Kreis“ (port.: Para o País a República, para Alcanena o Concelho). Nach Ausrufung der Portugiesischen Republik 1910 wurde Alcanena am 8. Mai 1914 ein eigenständiger Kreis, durch Ausgliederung aus Torres Novas. Gleichzeitig wurde es zur Kleinstadt (Vila) erhoben.

## Verwaltung

### Der Kreis
Alcanena ist Verwaltungssitz eines gleichnamigen Kreises (Concelho) im Distrikt Santarém. Am 19. April 2021 hatte der Kreis 12.472 Einwohner auf einer Fläche von 127,3 km².
Die Nachbarkreise sind (im Uhrzeigersinn im Norden beginnend): Batalha, Vila Nova de Ourém, Torres Novas, Santarém sowie Porto de Mós.

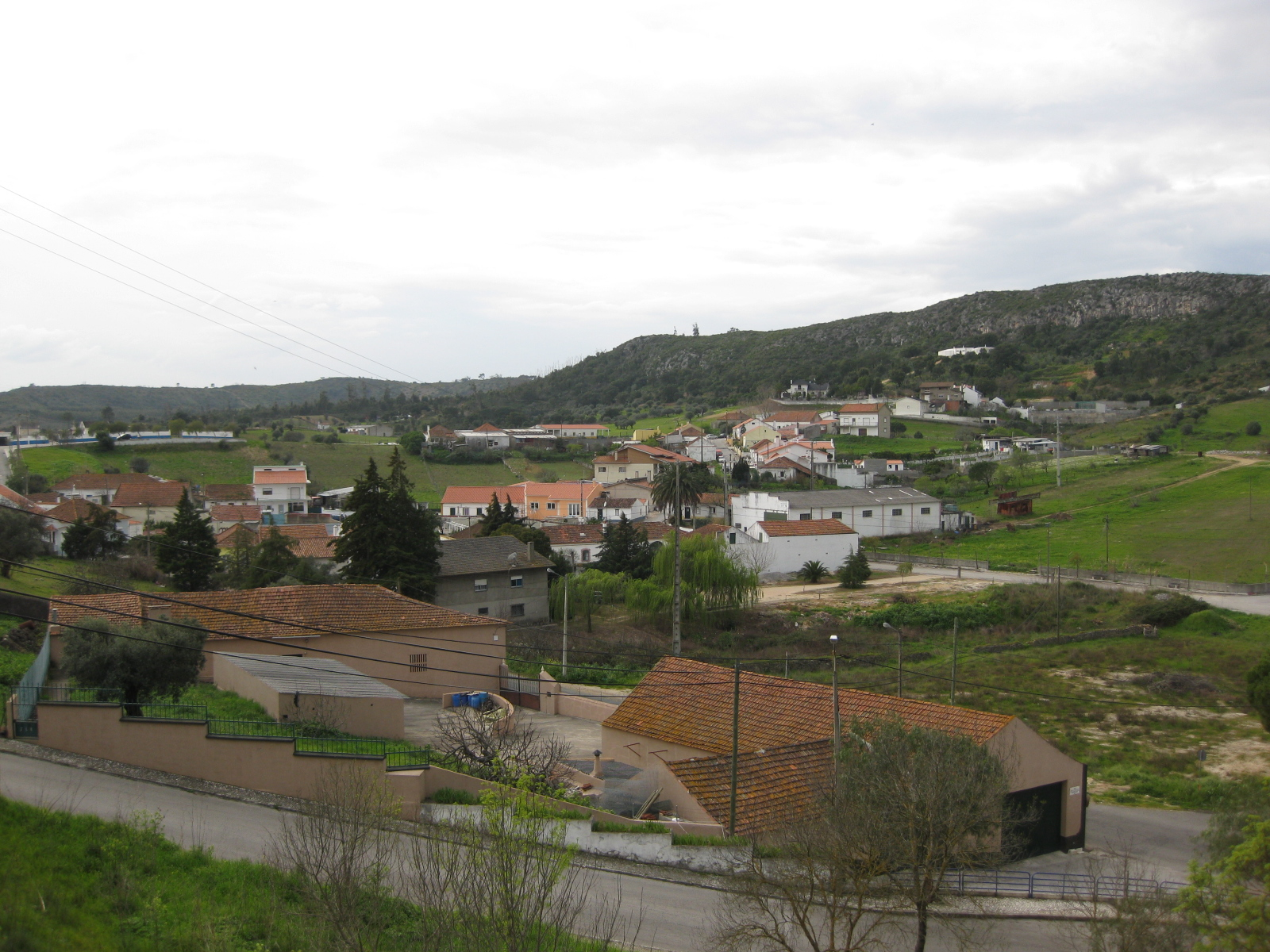
Blick auf Vila Moreira

Mit der Gebietsreform im September 2013 wurden mehrere Gemeinden zu neuen Gemeinden zusammengefasst, sodass sich die Zahl der Gemeinden von zuvor zehn auf sieben verringerte.
Der Kreis Alcanena setzt sich aus folgenden sieben Gemeinden (Freguesias) zusammen:

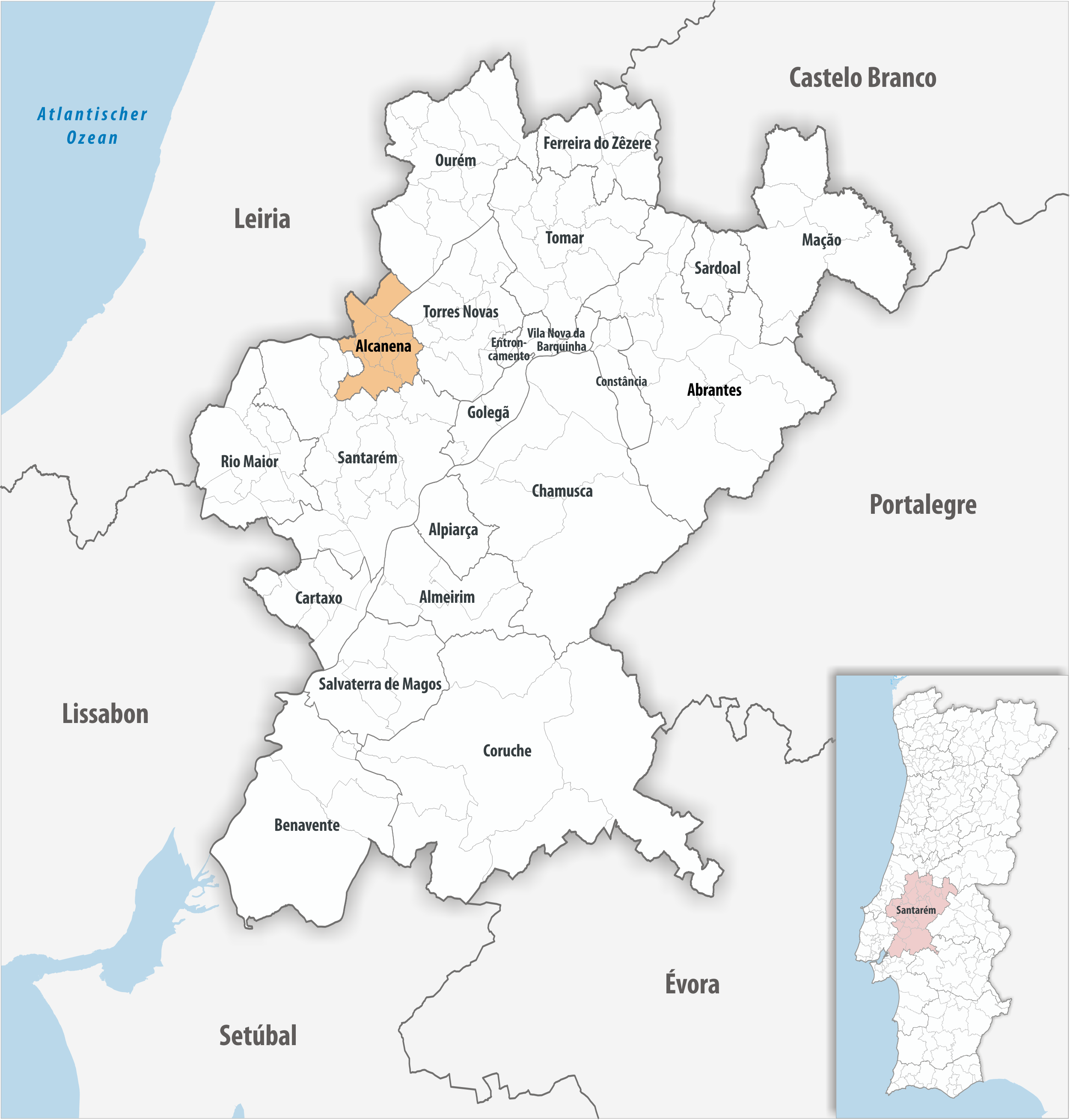
Kreis Alcanena

| Gemeinde                        | Einwohner (2021) | Fläche km² | Dichte Einw./km² | LAU- Code |
| ------------------------------- | ---------------- | ---------- | ---------------- | --------- |
| Alcanena e Vila Moreira         | 4.854            | 15,43      | 315              | 140211    |
| Bugalhos                        | 963              | 16,46      | 59               | 140202    |
| Malhou, Louriceira e Espinheiro | 1.633            | 34,46      | 47               | 140212    |
| Minde                           | 2.908            | 21,14      | 138              | 140206    |
| Moitas Venda                    | 781              | 6,75       | 116              | 140207    |
| Monsanto                        | 700              | 18,46      | 38               | 140208    |
| Serra de Santo António          | 633              | 14,62      | 43               | 140209    |
| Kreis Alcanena                  | 12.472           | 127,32     | 98               | 1402      |

### Bevölkerungsentwicklung
| Einwohnerzahl im Kreis Alcanena (1920–2011) | Einwohnerzahl im Kreis Alcanena (1920–2011) | Einwohnerzahl im Kreis Alcanena (1920–2011) | Einwohnerzahl im Kreis Alcanena (1920–2011) | Einwohnerzahl im Kreis Alcanena (1920–2011) | Einwohnerzahl im Kreis Alcanena (1920–2011) | Einwohnerzahl im Kreis Alcanena (1920–2011) | Einwohnerzahl im Kreis Alcanena (1920–2011) |
| ------------------------------------------- | ------------------------------------------- | ------------------------------------------- | ------------------------------------------- | ------------------------------------------- | ------------------------------------------- | ------------------------------------------- | ------------------------------------------- |
| 1920                                        | 1930                                        | 1960                                        | 1981                                        | 1991                                        | 2001                                        | 2004                                        | 2011                                        |
| 10.207                                      | 11.122                                      | 14.773                                      | 14.287                                      | 14.373                                      | 14.600                                      | 14.763                                      | 13.884                                      |

### Kommunaler Feiertag
- Christi Himmelfahrt

### Städtepartnerschaften
- Santa Croce sull’Arno, Italien
- Les Mureaux, Frankreich
- Sal, Kap Verde[7]

## Verkehr

### Fernverkehr
Die 4 km entfernte Anbindung an die Autobahn A1 und dem Kreuz mit der Autobahn A23 sind die nächsten Anschlüsse des Kreises an das Fernstraßennetz des Landes. Die Nationalstraße N361 passiert den Ort.
Alcanena ist in das landesweite Fernbusnetz der Rede Expressos eingebunden.
Der nächste Eisenbahnanschluss besteht im etwa 20 km östlich gelegenen Entroncamento mit dessen Anschluss an die Linha do Norte, die wichtigste Bahnverbindung des Landes.

### Nahverkehr
Der Öffentliche Personennahverkehr im Kreis wird durch private Buslinien betrieben.
Der Kreis Alcanena verfügt über ein 360 km langes kommunales Straßennetz.

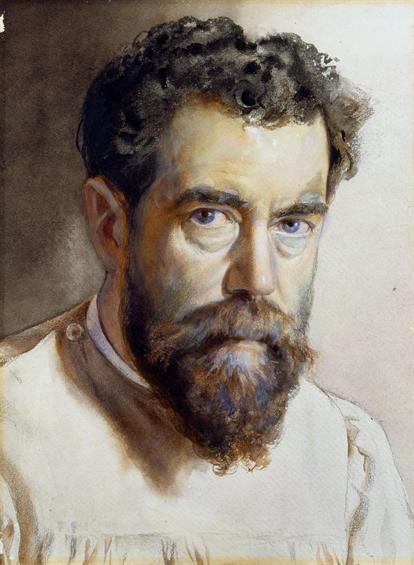
Alfredo Roque Gameiro,
Selbstporträt (um 1910)

## Söhne und Töchter der Stadt
- Alfredo Roque Gameiro (1864–1935), Maler
- João Querido Manha (* 1958), Sportjournalist, von 2004 bis 2009 Pressechef des Portugiesischen Olympischen Komitees
- Adelaide Ferreira (* 1959), Sängerin und Schauspielerin
- Mila Ferreira (* 1962), Sängerin
- Carlos Calado (* 1975), olympischer Leichtathlet
- Marta Fernandes (* 1979), Sängerin, Schauspielerin und Synchronsprecherin
- Rui Nereu (* 1986), Fußballspieler